# Весёлкин, Михаил Михайлович (адмирал)
Михаил Михайлович Весёлкин (1871—1918) — русский контр-адмирал Свиты его императорского величества.

## Биография
Родился 13 ноября 1871 года. Сын М. М. Весёлкина. Родственник Бетулинского Ю. А.
28 мая 1906 года женился на Ксении Владимировне Китаевой, дочери полковника В. Н. Китаева (с 1910 года — отставного генерал-майора по Адмиралтейству).

Расстрелян большевиками в Архангельске 5 января 1918 года (по другим данным — 13 декабря 1918 года в Петрограде).

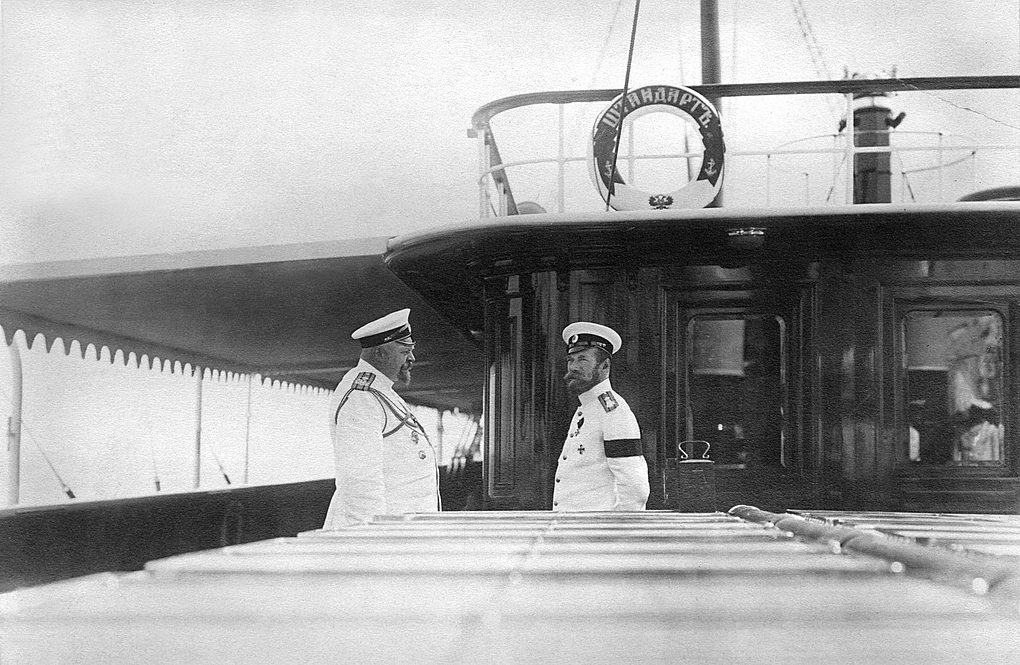
Император Николай II и флигель-адъютант контр-адмирал Весёлкин М. М. на борту яхты «Штандарт».
29 июня 1910 года

### Послужной список
Юнкер флота (1893), мичман (1894).
Младший флаг-офицер штаба начальника эскадры Тихого океана (1900—1902), старший флаг-офицер штаба командующего флотом в Тихом океане (1904—1905). Участвовал в Китайском походе 1900—1901 (подавление Ихэтуаньского восстания) и Русско-японской войне.
Старший офицер яхты «Нева» (1906). Адъютант морского министра (1906). Адъютант генерал-адмирала великого князя Алексея Александровича (1907—1908). Флигель-адъютант (1908).
Командир эскадренных миноносцев «Инженер-механик Дмитриев» (1909), «Достойный» (1909—1910), минного заградителя «Амур» (1910—1913; прибыл на «Амур» в чине капитана 2-го ранга 25 марта 1910 года), строившегося линейного крейсера «Бородино» (1913—1916).
С 1913 года командир крейсера «Бородино», действовавшего на Дунае с целью оказания помощи Сербии.
Контр-адмирал Свиты его императорского величества (6 декабря 1915, старшинство в чине с 23 декабря 1913).
В годы Первой мировой войны руководил Экспедицией особого назначения на Дунае. Комендант Севастопольской крепости (1916—1917).
6 марта 1917 года на заседании Севастопольской городской думы одним из выступавших было озвучено требование об отстранении от должности военного губернатора города контр-адмирала М. М. Весёлкина, инициатива получила поддержку, и уже 8 марта 1917 года Веселкин опубликовал приказ о сложении с себя власти генерал-губернатора.
Зачислен в резерв чинов Морского министерства (4 апреля 1917), уволен по болезни с мундиром и пенсией (20 августа 1917).
Участник российского революционного движения С. А. Никонов охарактеризовал Весёлкина следующим образом: «типичный самодур <...>, ругатель-матерщинник, ненавистник евреев, покровитель "Черной сотни" и "Союза русского народа"...»

## Награды
- Орден Почётного легиона офицерского креста (1911)[6].

Имел награды Российской империи.